# Максим III Цариградски
Патријарх Максим III Философ (грч. Πατριαρχης Μαξιμος Γ΄, рођ. Мануел Христоним, у. 3. април 1482) епископ Оростански и архиепископ Цариградски од 1476. до 1482. године.
Цариградска патријаршија га је канонизовала за светитеља и богослужбено се помиње 17. новембра.

## Биографија
Родом са Пелопенеза, Мануел је постао велики еклисијарх (главни сакристан) у Цариграду. После 1453. године ово министарство добија додатне функције скеуофилакса. Док је био на овој функцији, Мануел се периодично сукобљавао са патријархом Генадијем Схоларијем око економских питања. Уживајући покровитељство султановог секретара Димитрија Кирицеса, Мануел је, заједно са великим хартофилаксом Ђорђем Галесиотесом, утицао на црквени живот у Цариграду више од 20 година.
Мануел је 1462. године подржао патријарха Јоасафа I у критиковању молбе грчког филозофа Јоргоса Амируцеса за дозволу да узме другу жену. То је разбеснело султана Мехмеда II, који је наредио да се Мануелу одсече нос.
Мануел је 1466. године допринео избору Марка II за цариградског патријарха, што је изазвало сукоб са другим претендентима који су допринели уклањању Христонима и Георгија Галесиота из црквене управе. Међутим, Мануел је убрзо поново стекао наклоност Мехмеда II, а 1476. године и сам је изабран за цариградског патријарха. Пошто је до тада био мирјанин, прво је примио монашки постриг са именом Максим, сутрадан је узведен у чин епископа, а трећег дана у чин патријарха од митрополита Хераклеје. Само управљање црквом од стране Максима III било је период релативног мира и спокоја.
Да би коначно осудио Фирентинску унију, која није спасила Цариград од Турака, али је у великој мери збунила православни свет, патријарх Максим је крајем 1480. послао митрополита Данила смирнског (касније Ефеског) у Сирију, Египат и Палестину са позивом на Александријској, Антиохијској и Јерусалимској цркви да присуствују  Цариградском сабору (1482—1484).
Максим Христоним је познат и по својим књижевним делима, од којих је најзначајнија „Монодија о паду Цариграда“.